# Itararé
Itararé est une ville brésilienne de l'État de São Paulo.

## Histoire
Initialement habitée par les Indiens Guainazes, Itararé est devenue un lieu populaire pour les pionniers, les explorateurs, les missionnaires jésuites et les chercheurs, devenant l'un des lieux de passage des bergers qui convergeaient du sud amenant les animaux à la foire de Sorocaba, le long du célèbre Caminho das Tropas.
Le 10 mars 1885, elle devient paroisse. En 1922, elle est désignée comme comarque et la cérémonie d'installation a lieu le 26 février 1923.
Lors de la Révolution de 1930, Getúlio Vargas partit en train de Itararé pour la capitale fédérale Rio de Janeiro, pour déposer le président Washington Luís le 24 octobre.

## Illustrations

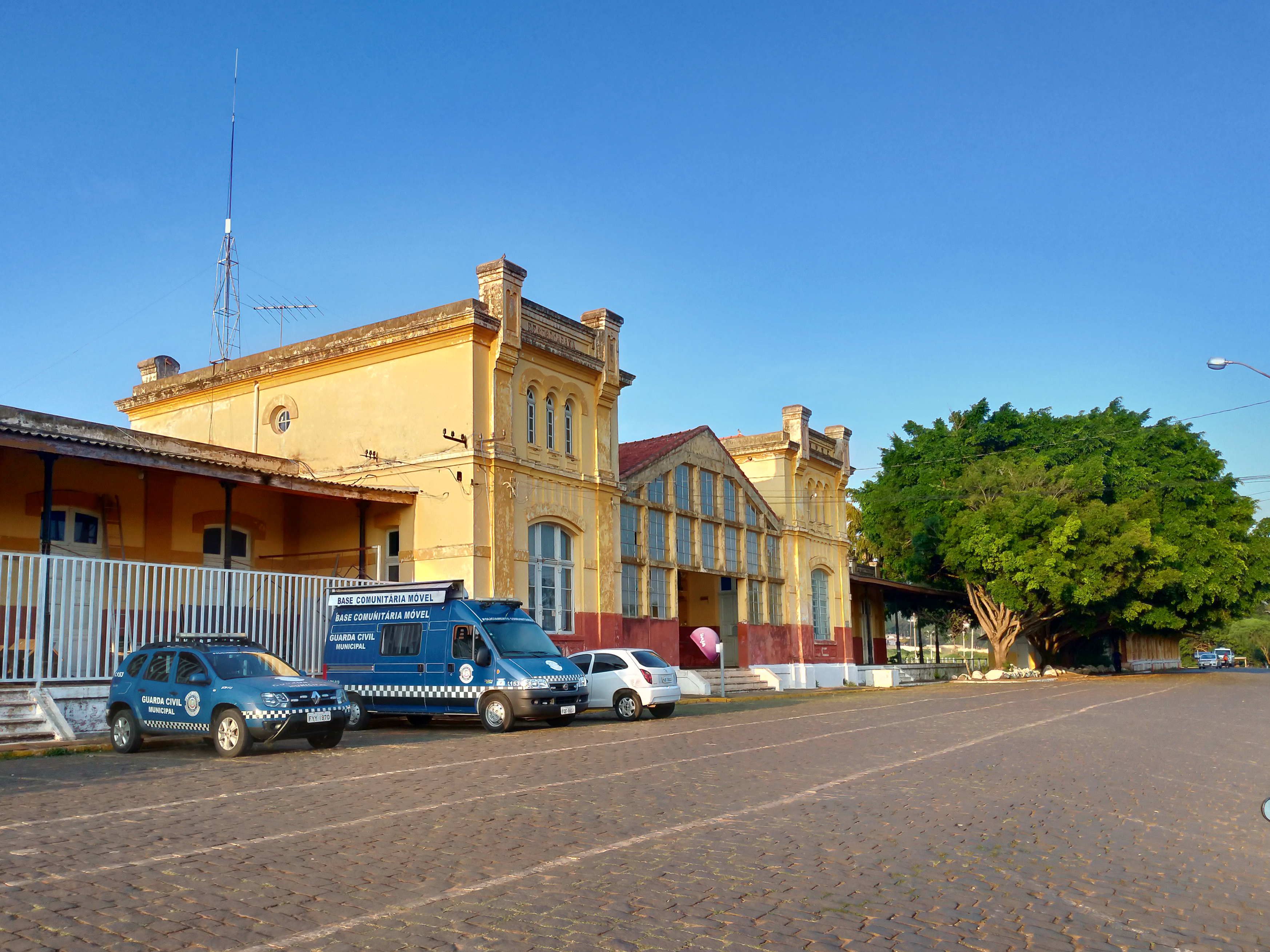
L'ancienne gare d'Itararé, aujourd'hui centre culturel
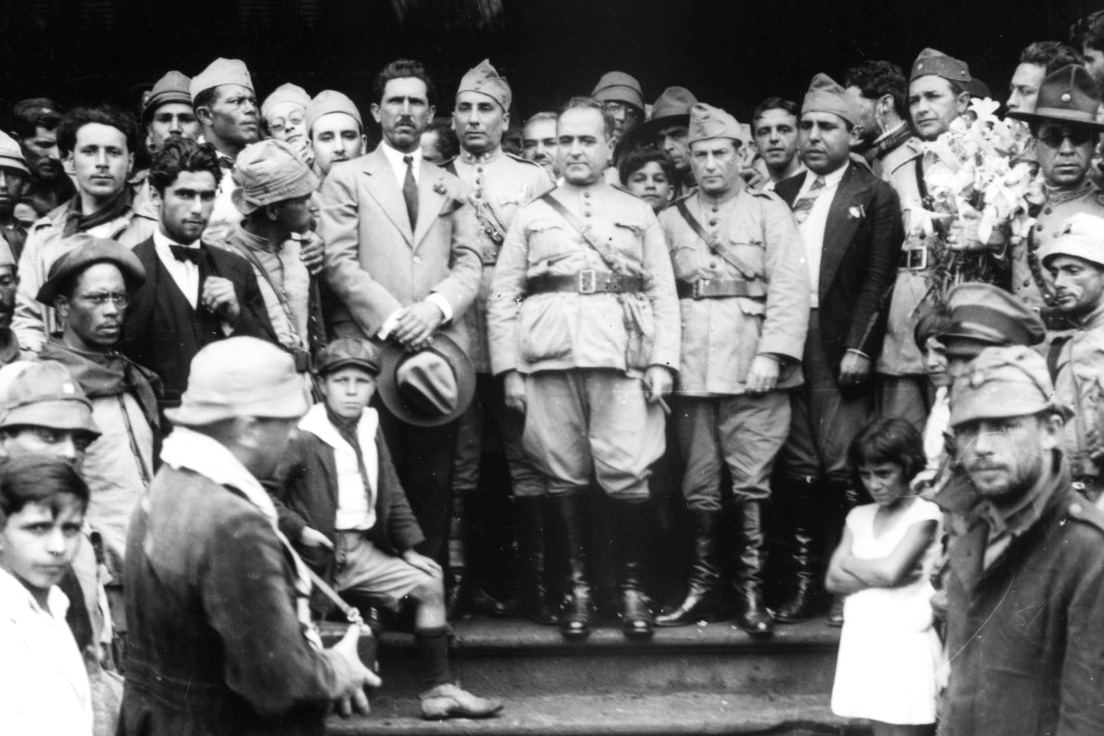
Getúlio Vargas et son entourage partent de la gare d'Itararé.